# BBC Radio 2
BBC Radio 2 is een nationaal radiostation in het Verenigd Koninkrijk en onderdeel van de British Broadcasting Corporation. Het station is vooral gericht op luisteraars van 30 jaar en ouder, maar trekt de laatste jaren steeds meer jongeren. Overdag wordt er muziek van de jaren 60-'90 gedraaid, 's avonds zijn er programma's die gericht zijn op specifieke genres of periodes, het station is te vergelijken met de Nederlandse Radio 2 en het Vlaamse Radio 2.
Het is veruit het meest populaire radiostation van het Verenigd Koninkrijk. Het heeft landelijk de meeste luisteraars en in alle regio's is BBC Radio 2 populairder dan de regionale zenders. In 2007 had het station een marktaandeel van 15,7%. Het station is landelijk te beluisteren tussen 88 en 91 MHz FM en heeft in haar netwerk een aantal zenders van wel 250 kW, de sterkste FM-radiosignalen in de landen van de Europese Unie.